# Wincenty Szczęsnowicz

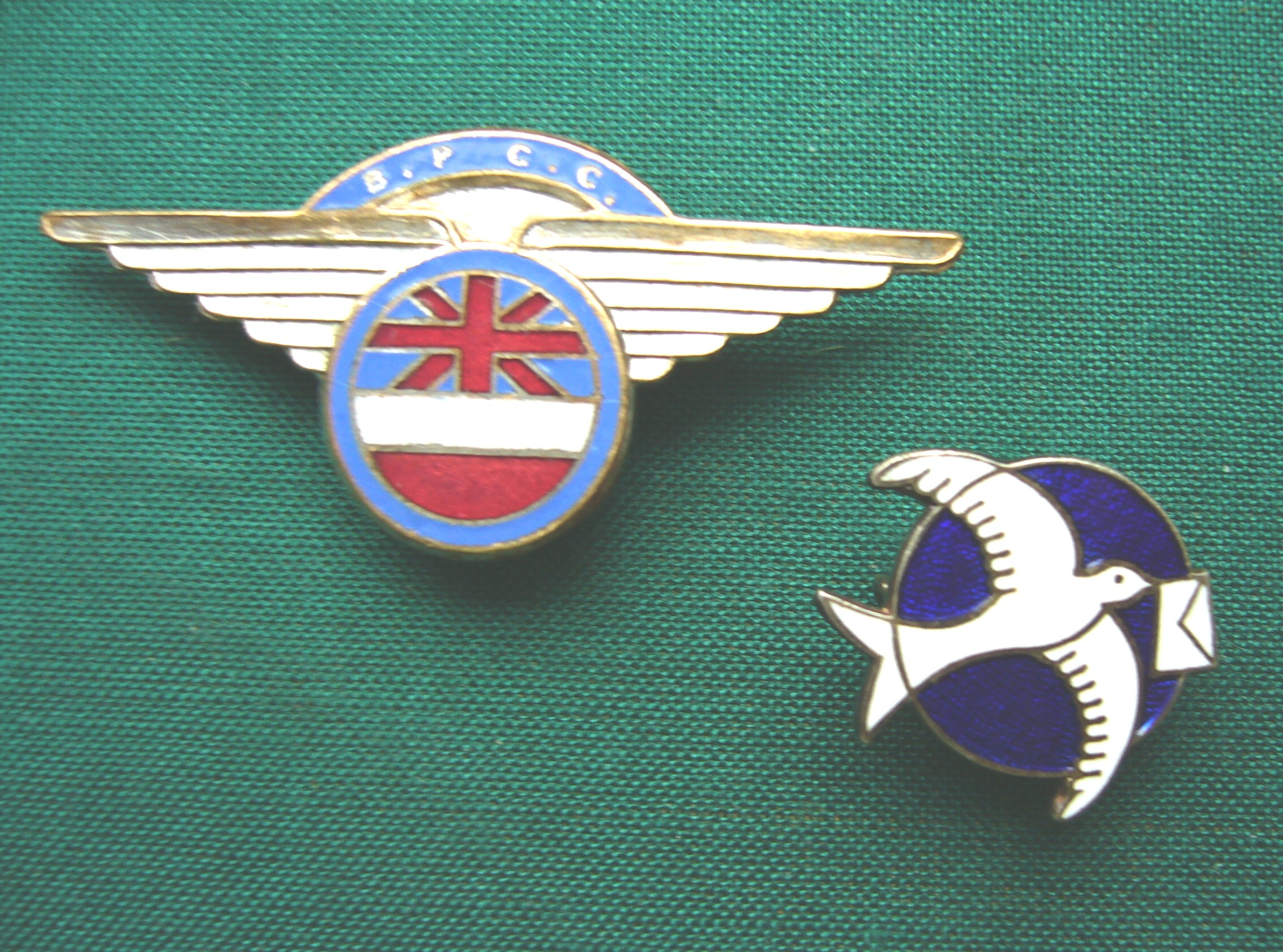
Odznaki klubu – BPCC i Friendship&Exchange

Wincenty Szczęsnowicz, Vincent Swicz (ur. 20 sierpnia 1899 w Augustowie, zm. 14 listopada 1987 w Kostrzynie) – kapitan łączności Wojska Polskiego, działacz emigracyjny, pisarz, lektor, propagator przyjaźni polsko-brytyjskiej i idei „przyjaźni ponad granicami”, założyciel i animator jednego z pierwszych klubów korespondencyjnych o zasięgu światowym.

## Oficer Wojska Polskiego
Wstąpił do wojska jako ochotnik w okresie wojny polsko-bolszewickiej. Przeszedł szkolenie w służbach łączności, m.in. w Szkole Oficerskiej Wojsk Łączności w Zegrzu (1923–1924). Zajmował stanowiska dowódcy i instruktora w różnych jednostkach radiotelegraficznych. W 1933 r. promowany do stopnia kapitana. Przez 9 lat, do 1936 r., był instruktorem w Szkole Podchorążych Centrum Wyszkolenia Łączności. 3 lata przed wojną powierzono mu stanowisko kierownika referatu w Wydziale Ogólnym Dowództwa Wojsk Łączności Ministerstwa Spraw Wojskowych. Według służbowej opinii przełożonych z 1938 r. „oficer o wysokiej inteligencji, dużej wiedzy ogólnej i fachowej [...] bardzo sumienny, dokładny i systematyczny [...] na zajmowanym stanowisku osiągnął bardzo dobre wyniki”.
W kampanii wrześniowej pełnił służbę w Samodzielnym Referacie Organizacyjnym Łączności Naczelnego Dowództwa. Po kampanii wrześniowej znalazł się we Francji, a od czerwca 1940 r. w Szkocji Przełożeni powierzyli mu prowadzenie odczytów dla ludności szkockiej i angielskiej, mających objaśniać historię Polski, sytuację wojenną, położenie polskich żołnierzy, przebywających na Wyspach Brytyjskich. W ciągu 4 lat odbył więcej niż 500 spotkań i prelekcji.
Wydał książki poświęcone tym samym problemom – Poland’s Position in Central Europe, Poland Still Unknown (cztery wydania, pierwsze w 1941 r.) i First Steps in Polish (1944)

## Twórca i animator Klubu Korespondencyjnego
W kwietniu 1945 r. założył The British-Polish Correspondence Club, którego celem było „propagowanie przyjaźni między Anglikami i Polakami, zwłaszcza ludźmi młodymi, za pomocą wymiany korespondencji, osobistych kontaktów, a w przyszłości dwustronnych wizyt...” Klub gdy powstał, liczył blisko 1000 członków, zaś 2 lata później już 2128, w tym 1097 Polaków. W tym czasie otworzył się też dla osób innych narodowości, a w 1952 r. zmienił nazwę na Friendship & Exchange. Klub działał głównie na zasadzie więzi korespondencyjnej członków, ale też ich bezpośrednich kontaktów ("Club Socials"). Biuletyn Klubu, wydawany kilka razy w roku (razem 103 numery) pomagał organizować działalność Klubu i integrować członków w „wielki krąg przyjaciół”.
W ciągu 33 lat Szczęsnowicz, będąc sekretarzem Klubu, stworzył wśród członków atmosferę wzajemnej życzliwości, a sam zyskał duże zaufanie i sympatię. „Był spokojnym, przyjaznym człowiekiem. Dzięki Klubowi zaznałam wiele radości [...] Wniósł on otuchę do mojego życia, wzbogacił je o wszystkie przyjaźnie, które zdobyłam dzięki niemu”.
W 1978 r., kiedy Klub zrzeszał blisko 700 członków z 69 krajów, Szczęsnowicz wrócił do Polski i zamieszkał przy rodzinie w Kostrzynie, gdzie zmarł w 1987 r. Klub działał do 2005 r., więc jeszcze przez 27 lat po zmianie sekretarza, w duchu tradycji swojego założyciela, o czym świadczą Biuletyny Klubu, wydawane przez nową sekretarz Klubu, Kathleen S.Richardson.

## Zasługi
Wincenty Szczęsnowicz podczas wojny i po niej intensywną działalnością oświatowo-propagandową (w tym wydawniczą) przyczynił się do integracji polskiej emigracji wojennej i jej asymilacji na terenie Wielkiej Brytanii, zwłaszcza Szkocji, jak również do tego, że miejscowa ludność zaczęła lepiej rozumieć Polaków i ich problemy. Tym zadaniom służył również utworzony przez niego Brytyjsko-Polski Klub Korespondencyjny. Działalność Szczęsnowicza była akceptowana i wspierana przez jego wojskowych przełożonych.
Późniejsza jego działalność w klubie Friendship & Exchange, mającym już charakter międzynarodowy, była próbą realizacji w nowych warunkach ideałów, które były jego dewizą życiową. „Wyznawał szlachetne ideały i próbował żyć stosowne do nich, miał swoją wizję pokoju światowego i nawet osiągnięcia w jej realizacji. Klub i liczni jego przyjaciele z różnych części świata powinni realizować jego przesłanie, któremu on sam nadał realny kształt w osobistym wymiarze”.
Klub korespondencyjny założony przez Szczęsnowicza, działał 60 lat na zasadzie tradycyjnej łączności pocztowej, a rozwiązał się pod naporem nowoczesnych środków łączności. Poglądy i tradycje, które propagował jego założyciel, były kultywowane do samego końca.

## Ordery i odznaczenia
- Srebrny Krzyż Zasługi – 1938 „za zasługi w służbie wojskowej”[7]